# 1788 في الولايات المتحدة
فيما يلي قوائم الأحداث التي وقعت خلال عام 1788 في الولايات المتحدة.

## سياسة

### تعيين في المنصب
- 1 يناير – بنيامين لينكون نائب حاكم ماساتشوستس [الإنجليزية]‏.

### انتهاء فترة المنصب
- 1 ديسمبر – إدموند راندولف حاكم فرجينيا [الإنجليزية]‏.
- 23 ديسمبر – جورج واشنطن القائد العام لجيش الولايات المتحدة.

## كتب
من الكتب التي صدرت هذه السنة في الولايات المتحدة:
- 1 يناير – الفيديراليست من تأليف ألكسندر هاميلتون، جون جاي، جيمس ماديسون.

## مواليد

### يناير
- 1 يناير – جوشيا هولبروك
- 8 يناير – جون سي سبنسر سياسي أمريكي.
- 11 يناير – فليمون ديكرسون سياسي أمريكي.
- 19 يناير – البيون باريس سياسي أمريكي.

### فبراير
- 26 فبراير – جون رينولدز سياسي من الولايات المتحدة.

### مارس
- 12 مارس – صموئيل اي .سميث سياسي أمريكي.

### أبريل
- 14 أبريل – ديفيد جي بيرنت سياسي من الولايات المتحدة الأمريكية.

### يونيو
- 8 يونيو – تشارلز ويكليف سياسي أمريكي.

### سبتمبر
- 21 سبتمبر – مارغريت تايلور سياسية من الولايات المتحدة الأمريكية.

### نوفمبر
- 2 نوفمبر – جيمس إيردل سياسي أمريكي.
- 15 نوفمبر – تشارلز بولك سياسي أمريكي.

### ديسمبر
- 16 ديسمبر – توماس جيسوب عسكري من الولايات المتحدة الأمريكية.
- 28 ديسمبر – اينوك لينكولن سياسي أمريكي.

## وفيات

### سبتمبر
- 14 سبتمبر – جون بين (مواليد 1741)